# Śródmieście Północne

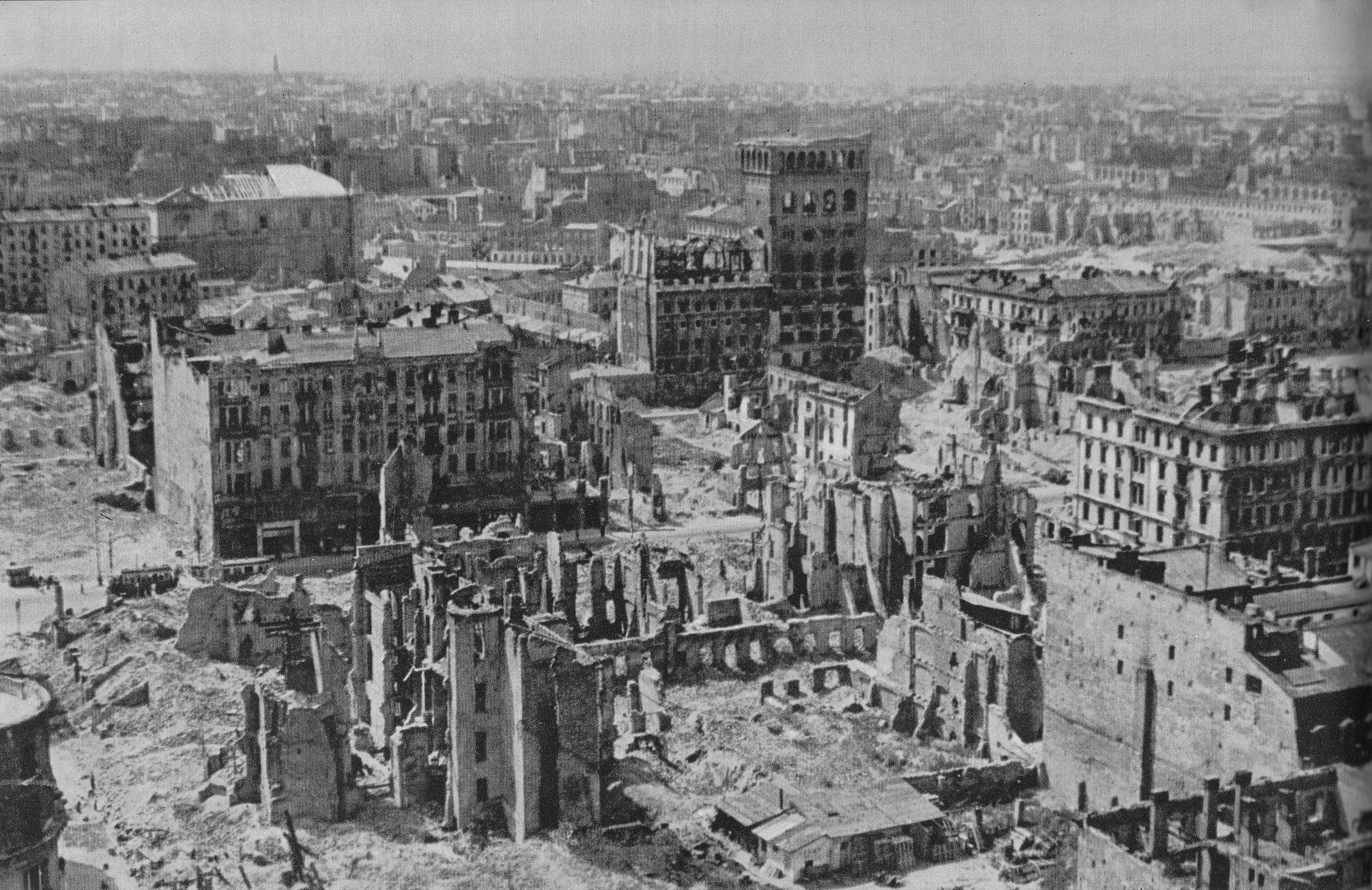
Północna część Śródmieścia po wojnie

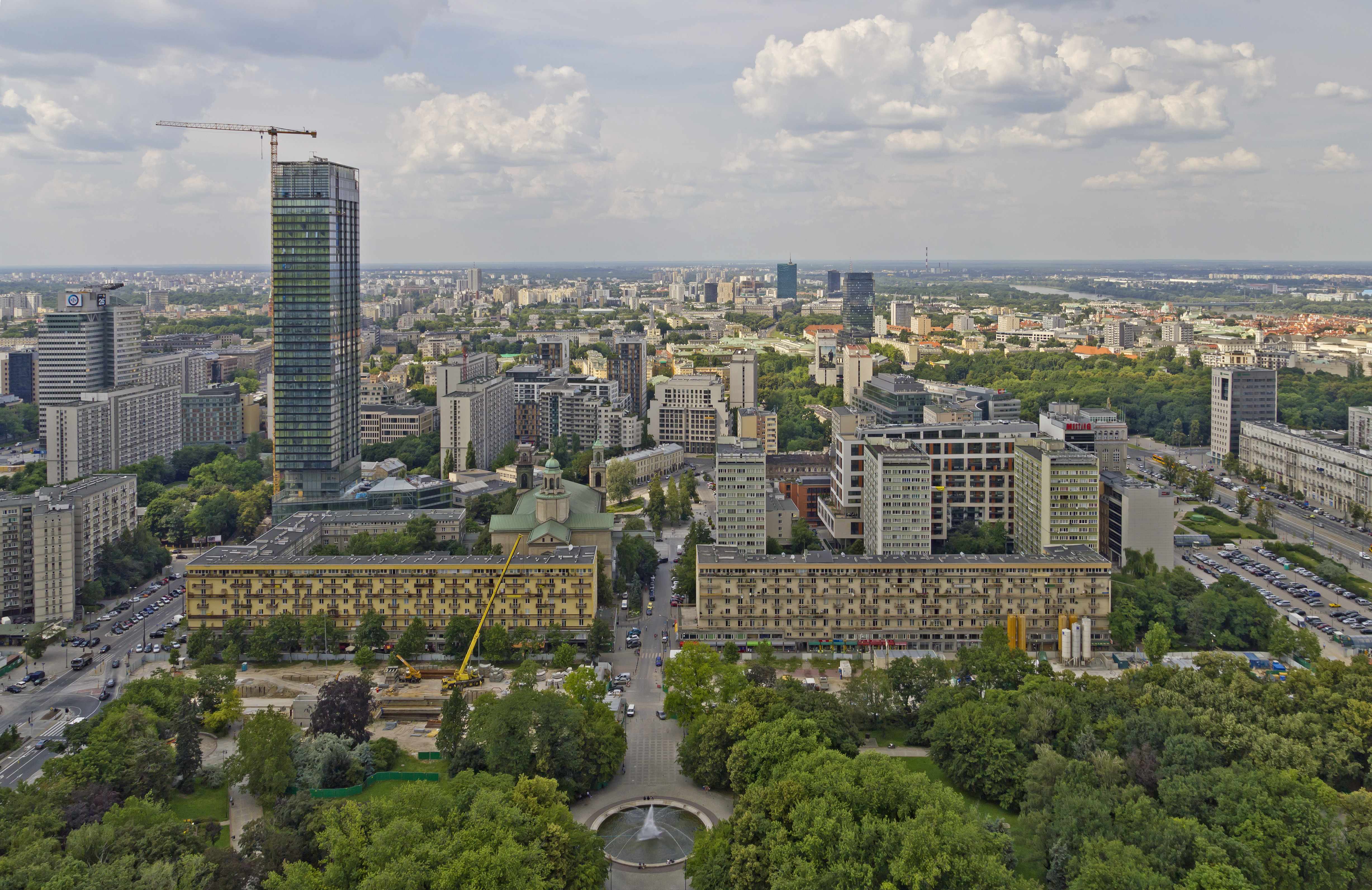
Śródmieście Północne widziane z Pałacu Kultury i Nauki

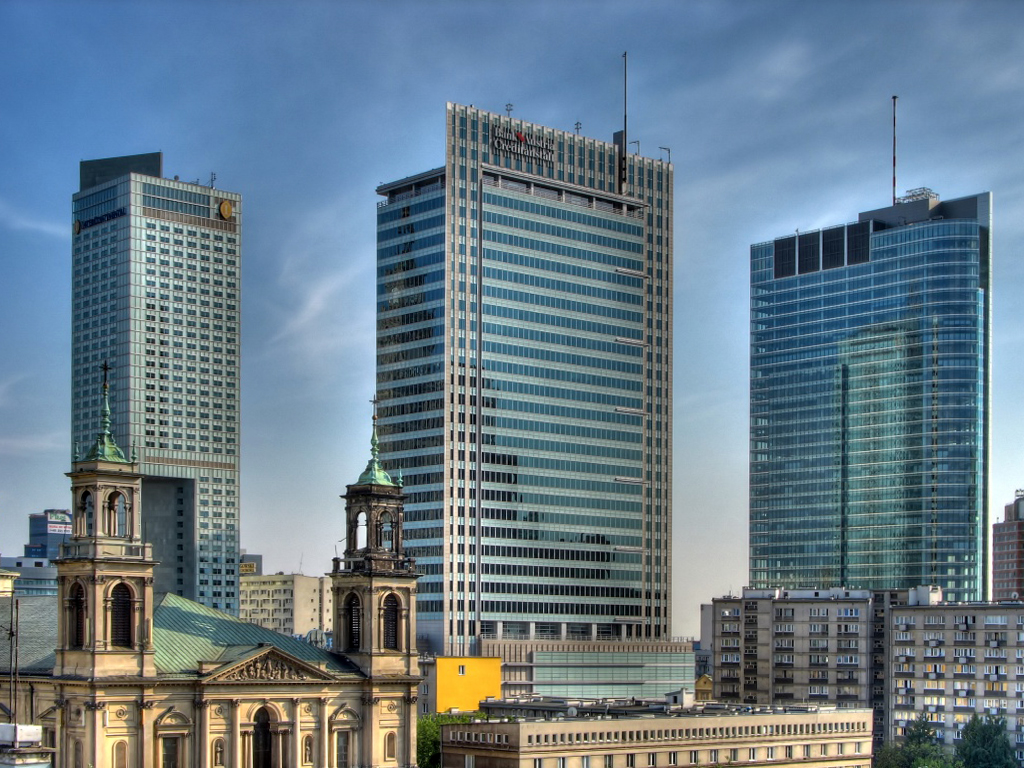
Hotel Intercontinental oraz biurowce Warsaw Financial Center i Rondo 1 widziane z placu Grzybowskiego

Śródmieście Północne – obszar MSI w dzielnicy Śródmieście w Warszawie.

## Położenie
Według MSI granice Śródmieścia Północnego wyznaczają:
- Al. Jerozolimskie od południa,
- al. Jana Pawła II od zachodu,
- al. „Solidarności” od północy,
- skarpa warszawska od wschodu.

## Charakterystyka
Najstarsza zabudowa obecnego Śródmieścia Północnego znajdowała się w rejonie obecnego Traktu Królewskiego oraz ul. Senatorskiej i była związana z jurydykami. Od 1402 roku istniała jurydyka Dziekanka. Od XVII wieku powstawały na tym terenie dalsze jurydyki – Nowoświecka i wyłączona z niej w XVIII w. Ordynacka (po wschodniej stronie ul. Nowy Świat), Leszno (wzdłuż ul. Leszno, ob. al. „Solidarności”), Tłumackie (wokół pl. Tłomackie, ob. skrzyżowanie ul. Tłomackie i al. „Solidarności”), Wielopole (w rejonie pl. Żelaznej Bramy), Grzybów (wokół pl. Grzybowskiego) oraz Bielino (wokół pl. Jana Henryka Dąbrowskiego i ul. Marszałkowskiej). Wszystkie jurydyki zostały włączone do Warszawy w 1791 roku.
Rejon ten jest położony w centrum miasta i tutaj znajdują się najbardziej reprezentatywne przykłady współczesnej architektury Warszawy z Pałacem Kultury i Nauki oraz nowoczesnymi punktowcami na czele. Obszar ten, wskutek burzliwych kolei losu, został praktycznie pozbawiony starszej, XIX-wiecznej, często secesyjnej, oraz przedwojennej, z reguły modernistycznej zabudowy; tutaj też częściowo znajdowało się warszawskie getto.
Obecnie powoli odtwarzana jest zabytkowa zabudowa dzielnicy – przykładami mogą być odbudowana cała północna pierzeja Placu Teatralnego czy plany odbudowy Pałacu Saskiego. Tutaj też znajduje się duża część Traktu Królewskiego, tu krzyżuje się linia metra z liniami kolejowymi i głównymi szlakami komunikacyjnymi stolicy.

## Ważniejsze obiekty
- Budynki i instytucje:
  - Pałac Kultury i Nauki
  - Muzeum Sztuki Nowoczesnej
  - Pałac Prezydencki
  - Narodowy Bank Polski
  - Ministerstwo Finansów
  - Naczelny Sąd Administracyjny
- Dworce kolejowe:
  - Warszawa Centralna
  - Warszawa Śródmieście
  - Warszawa Powiśle
- Tereny zielone:
  - Ogród Saski
  - Park Świętokrzyski
- Metro:
  - Centrum
  - Świętokrzyska
  - Ratusz Arsenał
- Świątynie:
  - kościół Wszystkich Świętych przy pl. Grzybowskim
  - Synagoga Nożyków przy pl. Grzybowskim
  - Kościół Adwentystów Dnia Siódmego przy ul. Foksal
  - Kościół Karmelitów Bosych przy Krakowskim Przedmieściu
  - Kościół św. Józefa Oblubieńca NMP (ss. wizytek) przy Krakowskim Przedmieściu
  - Kościół Ewangelicko-Augsburski pod wezwaniem Świętej Trójcy
  - Bazylika Świętego Krzyża przy Krakowskim Przedmieściu
  - Kościół św. Antoniego z Padwy przy ul. Senatorskiej
  - Kościół św. Brata Alberta i św. Andrzeja Apostoła w Warszawie (kościół Środowisk Twórczych) przy placu Teatralnym
- Kina:
  - Kino Atlantic – 4 sale
  - Kinoteka – 8 sal (PKiN)
  - Multikino – 8 sal (CH Złote Tarasy)
- Teatry:
  - Teatr Kwadrat
  - Teatr Wielki
  - Teatr Lalka
  - Teatr Studio
  - Teatr Dramatyczny
  - Teatr Narodowy
  - Teatr Polski
  - Teatr Żydowski